# ТРК «Брест»
Телерадиокомпания «Брест» — областная ТРК в Брестской области. Основана 7 мая 1961. Крупнейший вещатель в Брестском регионе, осуществляющий производство и трансляцию собственных теле- и радиопрограмм. Телерадиокомпания «Брест» является региональным структурным подразделением Национальной государственной телерадиокомпании — крупнейшего телерадиовещателя в Республике Беларусь.
С 1 марта 1999 года на частоте Телеканала Культура начал вещать собственный канал Брестского телевидения БСТ, впервые у телекомпании появляется собственный канал. Изначально канал вещал только по вечерам а в остальные время была ретрансляция канала Культура, позже появляется и утренний блок программ. Однако, после реорганизации, 18 октября 2003 года на частоте «БСТ» начал вещание общереспубликанский телеканал «Лад» (ныне — «Беларусь 2»), в региональных «окнах» которого продолжили выходить передачи ТРК Брест.
В настоящее время программы ТРК «Брест» выходят в эфир на телеканалах «Беларусь 1» и региональном «Беларусь 4», а также в эфире FM-станций «Радио Брест» и «Город FM». Кроме того, ТРК «Брест» выпускает ряд программ, которые выходят на культурологическом телеканале «Беларусь 3» и спутниковом телеканале «Беларусь 24».

## Телевидение

### Беларусь 4. Брест
15 декабря 2015 года телерадиокомпания «Брест» открыла региональный телеканал «Беларусь 4. Брест».
Вещательная концепция канала содержит в своей основе традиционные ценности семейного телевидения. Основным принципом построения вещания является ориентированность на самые широкие возрастные и социальные категории зрителей Бреста и Брестской области, (от 6 до 60+).
Телеэфир формируется из проектов собственного производства, передач об истории, экономической, общественно-политической, культурной и спортивной жизни нашего региона, фильмов отечественной и мировой культуры, документального кино, отечественных и зарубежных кино- и мультипликационных фильмов, развлекательных, познавательных передач. Один из важнейших принципов, составляющих основу концепции вещания канала, — уважение к зрителю, уважение к истории края, народным традициям, культуре и духовным ценностям.
Время вещания канала — 16 часов с сутки, с 07:00 до 23:30 ежедневно.
Телерадиокомпания «Брест», имея в своём арсенале современную техническую базу, высококвалифицированные кадры, владея профессиональными знаниями и технологиями телепроизводства, а главное, имея огромное желание быть полезными своему зрителю.
«Беларусь 4. Брест» можно смотреть на территории Брестской области с 15 декабря 2015 года в эфире — на 44 канале с РТПС «Ракитница», 42 канале с РТПС «Барановичи» и на 52 канале с РТПС «Посеничи». Также в проводном пакете ZALA и в сети кабельных операторов.

### Телепрограммы

#### Программы на телеканале «Беларусь 24»
- «Города Беларуси» — проект рассказывает о городах Беларуси, их истории и современном состоянии.

#### Программы на региональном телеканале «Беларусь 4. Брест»
- «Новости. Брестский эфир» — выходят в эфир по будням в 07:00, 09:30, 15:30, 17:30, 20:30 и 22:30.
- «Утренний эспрессо» — прямой эфир — выходит в эфир по будням в 07:10.
- «ЗАКОН И ПОРЯДОК» — выходит в эфир по понедельникам в 19:55.
- ПОКОЛЕНИЕ Z — выходит в эфир по вторникам в 19:40
- 45 ШАГОВ К ПОБЕДЕ — выходит в эфир по вторникам в 20:10
- АГРОМИР — выходит в эфир по средам в 19:50
- ОХОТА ЗА ФЕЙКАМИ — выходит в эфир по четвергам
- PRO ЗДОРОВЬЕ — выходит в эфир по четвергам в 20:10
- БЕЛОРУССКОЕ РЕШЕНИЕ — выходит в эфир по четвергам в 19:55
- ПРЯМОЙ РАЗГОВОР — выходит в эфир по пятницам в 19:15
- НАДО РАЗОБРАТЬСЯ — выходит в эфир по пятницам в 19:50
- МІНІСТЭРСТВА ДЗЯЦІНСТВА — выходит в эфир по воскресеньям в 17:40
- СВЕТ ВЕРЫ — выходит в эфир по воскресеньям в 15:45
- «Среда обитания» — выходит в эфир в последний понедельник месяца в 18:00.
- «7 дней. Прибужье» — выходит в эфир по воскресеньям в 18:00.
- «Телемаркет» — выходит в эфир по понедельникам в 10:10, 11:40, 15:50, 17:40, 20:55, 23:20, со вторника по пятницу в 09:40, 11:40, 15:50, 17:40, 20:55, 23:20, в субботу в 09:50, 15:50, 20:50, 23:20, в воскресенье в 09:50, 15:50, 21:05, 23:20.
- Благотворительный телемарафон «От сердца к серцу» — посвящён Международному Дню защиты детей, его главная цель — помощь детям. Выходит в эфир ежегодно, 1 июня, в День защиты детей.
- Телемарафон «День телезрителя» — посвящён Дню рождения телеканала «Беларусь 4. Брест». Выходит в эфир ежегодно, 15 декабря, в День рождения телеканала.

Республиканские телепроекты
- «Композиторы Беларуси»
- «Полешуки»

#### Программы на телеканале «Беларусь 3»
- «Артэфакты».

#### Проекты республиканского телеэфира
Проекты телерадиокомпании «Брест» регулярно транслируются на главных каналах страны. Среди них преобладают историко-документальные фильмы («Альбарутения», «ПартиZанка 1812», «Скарбніца Берасцейшчыны», «Росчырк часу», «Страсть и власть», «Брестская крепость-герой», «Красный Берег», «Партизаны», «Дневники белорусского подполья», «Лицом к лицу», «Артефакты», «Хатынь»), развлекательно-познавательные программы («Женсовет», «Под грифом "Известные"», «Мозговой штурм», «Понять и обезвредить», «Легенды спорта»), культурно-просветительские проекты («Культурные коды», «Камертон», «Край», «Записки на полях», «Города Беларуси», «Беловежская пуща»), кулинарные проекты («Палескі пачастунак») и проекты о ремонте («Истории ремонта»).
Спецпроекты
- Телемарафон «Дзякуй, доктар!»
- «Новогодний оливье»
- «Новые лица»
- Реалити-шоу «Новый размер. Операция подснежник»
- «Рота, подъём!»
- «Новогодний квартирник»
- Реалити-шоу «Новый размер к Новому году»

Архив телепроектов
- Разговор по существу
- «Прайм-тайм»
- «Земля и люди»
- Вектор развития
- Берёза. Наш объектив
- Будем здоровы!
- Агроград
- Телеприемная
- В эфире - МЫ!
- Берасцейская скарбніца
- Спорт life
- Точка зрения
- Студия 21
- PRO-спорт
- Край
- Инфо Кобрин
- Палескія нарысы
- Честь и доблесть
- Бизнес-вектор
- Брест. Навстречу тысячелетию
- Полесские очерки

#### Лица телевидения
- Эльвира Кабакова
- Юлия Кравчук
- Наталья Войцюх
- Прасковья Якименко
- Юрий Печур
- Вероника Яковец
- Наталия Луговкина
- Диана Мищук
- Татьяна Колокольцева
- Елена Дамиева
- Даниил Вирковский
- Валерия Гальперина
- Андрей Палагин
- Кристина Мельниченко

## Радио

### «Радио Брест»[1]
20 мая 2002 года Радио Брест» впервые вышло в прямой эфир с пятичасовой программой на частоте 69,68 УКВ
16 сентября 2003 года начала своё вещание первая FM-станция Брестской области — «Радио Брест» на частоте 104.8 FM в городе Бресте. Эта дата — дата начала FM-вещания на Брестчине.

#### Частоты в основных городах вещания
Барановичи — 101.1 FM; 
Брест — 104.8 FM;
Дрогичин — 104.2 FM; 
Пинск — 94.6 FM;
Пружаны — 105.6 FM;
Столин — 102.5 FM;
Гута (Брестский район) — 107.3 FM;
Слоним (Гродненская область) — 93.8 FM;

#### Программы «Радио Брест»
- «Новости» выходят в эфир каждый час, начиная с 07:00 и до 21:00 по будням и с 11:00 до 16:00 по выходным.
- Программа «Региональные новости» — новости районов Брестской области — в эфире «Радио Брест» по будням в 12:00 и 15:00, в субботу в 15:00.

Понедельник: 15.00 — Дрогичинский район.
Среда: 12:00 — Пружанский район; 15:00 — Пинский район.
Четверг: 12:00 — Ивановский район; 15:00 — Брестский район.
Пятница: 15.00 — Столинский район.
Суббота: 15:00 — Жабинковский район.
- «Самое доброе утро» — начинайте свой день с утреннего шоу «Самое доброе утро»! В компании ведущих Юли Майской и Влада Романенко вы окончательно проснётесь и зарядитесь позитивом на весь день. В эфире по будням с 06:55 до 11:00.
- «Будни - это легко!» — лёгкий и приятный информационный фон для тех, кто и на работе не расстается с любимым радио. Увлекательные игры для азартных одиночек, дружеских компаний, трудовых коллективов. Мы не обойдём вниманием традиционные женские увлечения: красота, здоровье, кулинария, мода, спорт и здоровый образ жизни, распродажи, разнообразные творческие хобби. В интервью  «Слово эксперту» можно пообщаться с компетентными гостями. «Праздник, который всегда с тобой» - час приветов для тех, кто в обед застрял в офисе.  Ведущие — Ольга Меречко и Евгений Филинович. В эфире по будням с 12:00 до 15:00.
- «Час приветов и поздравлений «Праздник, который всегда с тобой!» — Ведущие — Ольга Меречко и Евгений Филинович. В эфире по Будням с 13:00 до 14:00.
- «Крутой маршрут» — Дорожная и внедорожная информация для слушателей Радио Брест. Ситуацию контролирует ГАИ\ (рубрика «Правила движения»). Нам помогает служба «Дорожных корреспондентов». Ведущий — Алексей Ляхович. В эфире по будням с 16:00 до 19:00.
- «Час приветов и поздравлений «Праздник, который всегда с тобой!». Ведущий — Алексей Ляхович. В эфире по Будням с 18:00 до 19:00.
- «Зоркі гавораць» — авторская программа Алексея Ляховича. Узнаете, что приготовили для вас звёзды на будущий день. В эфире каждый вечер с понедельника по четверг в 20:10.
- «Хиты первой линии» — Танцуй под «Хиты первой линии» от ди-джея First Line (Фёрст Лайн)! Лучшие радио хиты каждую пятницу в 20.00. Модный Deep и упругий Club House каждую субботу в 21.00.
- «Шоу выходного дня «Идеальный выходной на "Радио Брест». Ведущая — Алина Янковская. В эфире по выходным с 11:00 до 15:00.
- «Час приветов и поздравлений «Праздник, который всегда с тобой!». Ведущая — Алина Янковская. В эфире по выходным с 14:00 до 15:00.

#### Диджеи
- Женя Филинович
- Ольга Меречко
- Юля Майская
- Влад Романенко
- Алексей Ляхович
- Алина Янковская

#### Ведущие новостей
- Мария Демчук
- Ольга Фалеева
- Екатерина Пушкарёва
- Арина Ермакова
- Евгения Хабовец

### Город FМ[2]
28 июля 2014 года в полночь начала своё существование новая FM-станция «Город FМ» на частоте 97.7 FM в Бресте. «Город FМ» — это подарок от коллектива радио «Брест» жителям областного центра ко дню города и его 995-ти летию, а также в честь 70-й годовщины освобождения Бреста от немецко-фашистских захватчиков.
Основа эфира станции — хиты минувших лет, начиная с семидесятых годов прошлого века, а также информационное вещание. В эфире станции, начиная с 8.30 до 18.30 — информационные выпуски. Сигнал FM-станции доступен в городе Бресте и нескольких десятках километров от него.

#### Программы «Город FМ»
- «Новости» выходят в эфир каждый час, начиная с 09:30 и до 18:30 по будням.
- «Актуальное интервью» — в эфире «Город FМ» по четвергам в 18:00.
- «В центре внимания» — в эфире «Город FМ» во вторник в 18:00.
- «Юридическая консультация» — в эфире «Город FМ» во вторник в 13:00.
- «Мы помним ваши имена» — в эфире «Город FМ» в среду в 18:00.
- «Брест. Аудиогид» — в эфире «Город FМ» понедельник-пятница в 17:15.
- «Любимый Брест» — в эфире «Город FМ» в среду в 12:15.

## Награды
Высокое качество телевизионных программ и специальных проектов неоднократно отмечено престижной республиканской профессиональной премией «Телевершина», наградами отечественных и международных конкурсов и фестивалей.
ТРК «Брест» удостоена многочисленных наград в различных номинациях.

### Телерадиокомпания «Брест» на конкурсе «Телевершина»
Телерадиокомпания «Брест» является ежегодным участником Национального телевизионного конкурса «Телевершина» и имеет 12 статуэток «Телевершина»
- в номинации «Лучший региональный проект года» за фильм «Корона Литвинской империи» («Телевершина-2007»);
- в номинации «Лучшая новостная программа регионального телевидения» за проект «Новости региона» («Телевершина-2008»);
- в номинации «Лучшая культурно-просветительская программа» за исторический телефильм «Страсть и власть» («Телевершина-2009»);
- в номинации «Лучшая культурно-просветительская программа» за исторический телефильм «Альбарутения» («Телевершина-2010»);
- в номинации «Лучший оператор» за съёмку исторического телефильма «Декольте Марины Мнишек» награды удостоен Руслан Силюк («Телевершина-2012»);
- в номинации "Лучший сценарист за сценарий исторического телефильма «Брестская крепость-герой» награды удостоена Александра Красько («Телевершина-2012»);
- в номинации «Лучшая новостная программа регионального телевидения» за проект «Новости региона» («Телевершина-2013»);
- в номинации «Лучший режиссёр» за режиссуру исторического телефильма «Альбарутения: На дне белорусского моря» награды удостоена Инга Шичкова («Телевершина-2013»);
- в номинации «Лучший ведущий регионального телевидения» за ведение рубрики «Околица» в эфире программы «Утренний эспрессо» награды удостоена Вероника Яковец («Телевершина-2014»);
- в номинации «Лучший ведущий регионального телевидения» за ведение программы «КРАЙ з Міколам Пракаповічам» награды удостоен Николай Прокопович («Телевершина-2015»);
- в номинации «Лучшая тематическая программа регионального телевидения» награды удостоен проект Елены Дамиевой «Понять и обезвредить» («Телевершина-2016»);
- в номинации «Лучшая тематическая программа регионального телевидения» награды удостоен проект Алеси Зеленко «Истории ремонта» («Телевершина-2017»).

Кроме того, телерадиокомпания «Брест» является неоднократным призёром конкурса «Телевершина»
- в номинации «Лучшая программа для детей и юношества» за программу «Посторонним вход разрешен» (2-е место, «Телевершина-2007»);
- в номинации «Лучшая спортивная программа» за программу «PRO- спорт» (2-е место, «Телевершина-2008»);
- в номинации «Лучший ведущий регионального телевидения» за ведение программы «Утренний эспрессо» диплома удостоен Денис Липкин (2-е место, «Телевершина-2008»);
- в номинации «Лучшая новостная программа регионального телевидения» за проект «Новости региона» (2-е место, «Телевершина-2009»);
- в номинации «Лучший ведущий регионального телевидения» за ведение программ «Утренний эспрессо», «Новости региона», «100 дорог Брестчины», «Озёрная одиссея» диплома удостоен Денис Липкин (2-е место, «Телевершина-2009»);
- в номинации «Лучший региональный проект года» за программу «Скарбніца Берасцейшчыны» (2-е место, «Телевершина-2009»);
- в номинации «Лучший телевизионный дизайн» за графическое оформление программы «Альбарутения» (3-е место, «Телевершина-2010»);
- в номинации «Лучшая спортивная программа» за проект «PRO-спорт» (2-е место, «Телевершина-2011»);
- в номинации «Лучшая новостная программа регионального телевидения» за проект «Новости региона» (2-е место, «Телевершина-2011»);
- в номинации «Лучший ведущий спортивной программы (комментатор)» за ведение программы «PRO-спорт» диплома удостоен Денис Липкин (3-е место, «Телевершина-2011»);
- в номинации «Лучший документальный фильм» за фильм «Ночь накануне» (3-е место, «Телевершина-2012»);
- в номинации «Лучший телевизионный дизайн» за графическое оформление цикла «Партизаны: спецподготовка» (режиссёр — Инга Шичкова, автор сценария — Александра Красько, оператор — Руслан Силюк, дизайнер — Дмитрий Калишук) (3-е место, «Телевершина-2012»);
- в номинации «Лучшая новостная программа регионального телевидения» за проект «Новости региона» (3-е место, «Телевершина-2012»);
- в номинации «Лучший ведущий регионального телевидения» за ведение программы «Палескі пачастунак» диплома удостоена Вероника Тарасюк (2-е место, «Телевершина-2012»);
- в номинации «Лучший режиссёр» за режиссуру документального телефильма «Ночь накануне» диплома удостоен Пётр Цвыд (3-е место, «Телевершина-2012»);
- в номинации «Лучший региональный проект года» за документальный телефильм «Брестская крепость-герой» (2-е место, «Телевершина-2012»);
- в номинации «Лучшая развлекательная программа» за проект "Под грифом «Известные» (3-е место, «Телевершина-2013»);
- в номинации «Лучший ведущий регионального телевидения» за ведение программы «Край з Міколам Пракаповічам» диплома удостоен Николай Прокопович (3-е место, «Телевершина-2013»);
- в номинации «Лучшая тематическая программа» за проект "Под грифом «Известные» (2-е место, «Телевершина-2014»);
- в номинации «Лучший ведущий ежедневной информационной программы» диплома удостоена Ирина Никитина (3-е место, «Телевершина-2014»);
- в номинации «Лучший ведущий ежедневной информационной программы» диплома удостоена Ирина Никитина (3-е место, «Телевершина-2015»);
- в номинации "Лучший ведущий развлекательной программы диплома удостоена Елена Дамиева (2-е место, «Телевершина-2015»);
- в номинации «Лучший ведущий регионального телевидения» за ведение программы «Утренний эспрессо» диплома удостоен Денис Липкин (3-е место, «Телевершина-2015»);
- в номинации «Лучший проект регионального телевидения» за документальный фильм «Дневники белорусского подполья» (2-е место, «Телевершина-2015»);
- в номинации «Лучшая тематическая программа регионального телевидения» за проект «Истории ремонта» (3-е место, «Телевершина-2016»);
- в номинации «Лучший региональный проект года» за документальный цикл «Партизаны Х. Ариадна Казей» (2-е место, «Телевершина-2016»);
- в номинации «Лучший ведущий регионального телевидения» за ведение программы «Утренний эспрессо» диплома удостоена Екатерина Ничипорук (3-е место, «Телевершина-2016»).
- в номинации «Лучший ведущий регионального телевидения» за программу «Истории ремонта» диплома удостоена Алеся Зеленко (3-е место, «Телевершина-2017»).